# Ann French
Ann French (* 25. Juli 1960) ist eine US-amerikanische Badmintonspielerin. 

## Karriere
Ann French gewann viermal den Damendoppeltitel bei den US-amerikanischen Badmintonmeisterschaften. 1990 bis 192 siegte sie dabei mit Joy Kitzmiller, 1996 mit Kathy Zimmerman. Mit ihr gewann sie bei den Panamerikanischen Spielen 1995 auch Bronze im Damendoppel. Bei der Weltmeisterschaft 1993 schied sie dagegen schon in Runde eins aus.

## Sportliche Erfolge
| Saison | Veranstaltung              | Disziplin   | Platz | Name                         |
| ------ | -------------------------- | ----------- | ----- | ---------------------------- |
| 1990   | USA: Einzelmeisterschaften | Damendoppel | 1     | Ann French / Joy Kitzmiller  |
| 1991   | USA: Einzelmeisterschaften | Damendoppel | 1     | Ann French / Joy Kitzmiller  |
| 1992   | USA: Einzelmeisterschaften | Damendoppel | 1     | Ann French / Joy Kitzmiller  |
| 1995   | Panamerikaspiele           | Damendoppel | 3     | Ann French / Kathy Zimmerman |
| 1996   | USA: Einzelmeisterschaften | Damendoppel | 1     | Ann French / Kathy Zimmerman |